# Nick van der Ploeg
Nick van der Ploeg (Rotterdam, 25 februari 1988) is een voormalig Nederlandse doelman in het betaalde voetbal. 
Van der Ploeg beleefde zijn jeugdjaren bij de Rotterdamse profclubs Feyenoord en Excelsior. In 2007 sloot hij aan bij de selectie van FC Dordrecht.
Bij de eerstedivisionist maakte hij zijn debuut in het profvoetbal. Dit gebeurde op 6 februari 2009, toen hij met FC Dordrecht de uitwedstrijd tegen RKC Waalwijk met 3-3 gelijkspeelde.
In seizoen 2010/11 is Van der Ploeg de eerste doelman in het elftal van coach Henny Lee. In de zomer van 2012 wordt zijn aflopende contract niet verlengd, waarop Van der Ploeg overstapt naar vv Capelle. Op 14 februari 2018 werd bekend dat Van der Ploeg in de zomer van 2018 de overstap zou maken naar Tweede Divisionist BVV Barendrecht.